# Parjanya

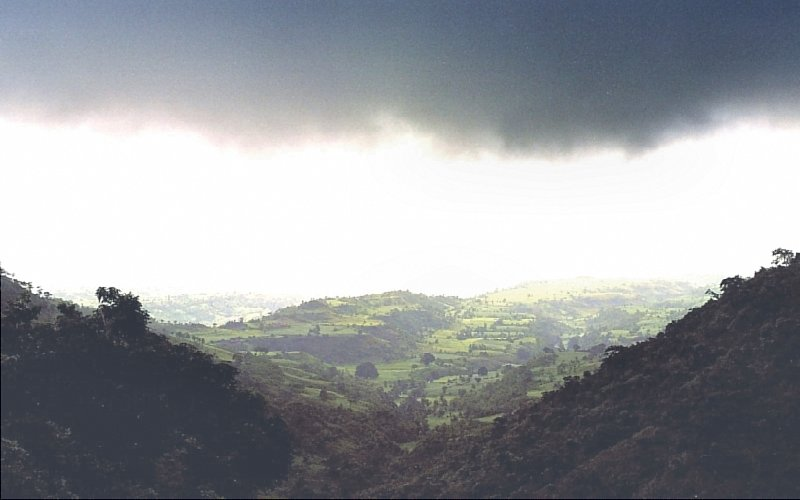
Mousson dans les monts Vindhya.

Parjanya est le dieu hindou de la pluie et de l'orage.

## Étymologie
Ce dieu pourrait descendre du dieu indo-européen Perkwunos (racine *per-kw- « frapper ») et être ainsi lié au dieu lituanien Perkunas, par exemple. Fjörgynn épithète d'Odin et Fjörgyn, nom de Jörd « Terre » mère de Thor, « frappée par la foudre », sont également des mots apparentés.

## Védisme
Souvent identifié à Indra, le dieu du Rig-Véda. Il est aussi associé à Varuna en tant que dieu des nuages punissant les pêcheurs. 
Selon l'hymne à la Terre de l'Atharva-Véda (12,1,42), « la Terre est l'épouse de Parjanya ».

## Hindouisme
Il est aussi identifié comme un des sept grands sages rishi dans le cinquième Manvantara. Il est un des douze Adityas et, selon le Vishnu Purana, le gardien du mois de kartik, un Gandharva et un Rishi dans le Harivaṃśa.